# Peres Jepchirchir
Peres Jepchirchir (1993. szeptember 27.–) olimpiai bajnok kenyai hosszútávfutó. 2021-ben a tokiói olimpián győzött maratonfutásban. A világ legerősebb maratonjait összefogó World Marathon Majors versenysorozat három versenyét nyerte meg. Félmaraton futásban háromszoros világbajnok, ezen a távon többször világcsúcsot is tudott dönteni. A külön nők számára rendezett maratonok világcsúcsát 2024 óta tartja.

## Pályafutása
Jepchirchir 2013-ban kezdett nemzetközi futóversenyeken indulni. Már pályafutása elejétől csak országúti illetve terepfutó versenyeken indult. 2014-ben fedezte fel a korábbi olasz hosszútávfutó, visszavonulása után atlétikai menedzserként dolgozó Gianni Demadonna, akinek versenyzői a kenyai Iten városában készülnek 2400 méteres tengerszint feletti magasságban. Jepchirchir azonban a város klímáját nem tartja kedvezőnek az edzésekhez, így az edzőjével egyeztetve a valamivel alacsonyabban fekvő közeli Kapsabetben készül fel a versenyekre.
Első félmaratonját 2014 decemberében Franciaországban nyerte 1:09:12-es idővel. 2015-ben elindult a londoni maratonon, de nem ért célba. Ezután főleg 10-20 km-es országúti versenyeken szerzett sikereket. Prágában megnyert egy 10 km-es versenyt 30:55-ös idővel, ami szezon második legerősebb eredménye ezen a távon a világon. A cseh Ústí nad Labem városában rendezett félmaratonon 1:07:17-es pályacsúcsa a világ azévi hetedik legjobb eredménye volt.
2016 februárjában az egyesült arab emírségekbeli Rász el-Haimában rendezett félmaratonon 1:06:39-es egyéni csúcsot futott, ezzel biztosította helyét a kenyai csapatban az egy hónappal későbbi világbajnokságra. A Cardiffban rendezett világeseményen a kenyaiak két etióp futóval együtt az élre álltak. Az erős tempót a verseny végéig három kenyai bírta tartani, Jepchirchir mellett Cynthia Jerotich Limo és Mary Wacera Ngugi, a hajrában a legkevesebb tapasztalattal rendelkező Jepchirchir volt a legjobb és megszerezte első világbajnoki címét.
A 2017-es Rász el-Haima-i félmaratonon megdöntötte a világrekordot 1:05:06-os idővel. Az első 20 km-t 1:01:40 alatt teljesítette, ami ezen a távon is világcsúcsnak számított, így egy versenyen két rekordot döntött meg. Rekordja nem volt hosszúéletű, egy hónappal később Joyciline Jepkosgei szárnyalta túl.
2020 szeptemberében Prágában külön rendeztek női félmaratont, az ilyen körülmények közötti világcsúcsot megdöntötte 1:05:34-es idővel. Egy hónappal később Gdyniában ismét megnyerte a félmaratoni világbajnokságot, 1:05:16-os újabb női világrekorddal.
A 2021-es tokiói olimpián maratonfutásban indult. A versenyt hőségben, magas páratartalom mellett tartották, emiatt lassabb tempóval kezdett a mezőny. A legesélyesebb futók sokáig egy bolyban maradtak. A 33. kilométerre tudott egy öt fős csoport elszakadni a többiektől, a 37. kilométerre már csak a két kenyai, Jepchirchir és a világcsúcstartó Brigid Kosgei maradt az élen. Az utolsó kilométerre egyértelművé vált, hogy a körülményekhez Jepchirchir tudott jobban alkalmazkodni, és végül 16 másodperc előnnyel futott be a célba, megszerezve ezzel az olimpiai bajnoki címet. Ezután megnyerte a New York-i, majd 2022-ben a bostoni maratont is. A 2022-es atlétikai világbajnokságot csípősérülése miatt kihagyta.
A nők számára kiírt versenyek világcsúcsát a 2024-es londoni maratonon döntötte meg 2:16:16-os idejével.

## Egyéni legjobbjai
| Versenyszám     | Eredmény | Helyszín                               | Időpont             |
| --------------- | -------- | -------------------------------------- | ------------------- |
| 5 km országúti  | 15:51    | Bolzano, Olaszország                   | 2014. december 31.  |
| 10 km országúti | 30:55    | Prága, Csehország                      | 2015. szeptember 5. |
| 20 km országúti | 1:01:40  | Rász el-Haima, Egyesült Arab Emírségek | 2017. február 10.   |
| félmaraton      | 1:05:06  | Rász el-Haima, Egyesült Arab Emírségek | 2017. február 10.   |
| maraton         | 2:16:16  | London, Nagy-Britannia                 | 2024. április 21.   |